# Buyan Insula
La Buyan Insula è una struttura geologica della superficie di Titano.